# Али Мохаммед Хан
Али Мухаммед Хан (1707 — 15 сентября 1748) — вождь афганского племени Рохилла, который сменил своего приемного отца Сардара Дауд Хана Рохилла в возрасте четырнадцати лет. В конце концов он основал Королевство Рохилкханд в северо-западном регионе индийского штата Уттар-Прадеш и в целом считался не деспотичным правителем для народа. Его хорошо ценили за его политические способности, и император Мухаммад-шах предоставил ему право использовать высшую индийскую эмблему Махсира. Его смерть в молодости, а также нежный возраст его детей привели к регентству Хафиза Рехмат Хана, которым в значительной степени управляли против его воли, несмотря на торжественную клятву Рехмат Хана на Коране выполнить волю умирающего Али Мохаммеда. После его смерти бесправие и пренебрежение его сыновьями со стороны Рехмат-хана привели к тому, что один сын, Аллах Яр Хан, умер от чахотки, а другой сын Муртаза Хан уехал в Секундерабад, где он тоже в конечном итоге умер.

## Происхождение
В детстве Али Мухаммед хан был усыновлен вождем племени Бареч, Сардаром Даудом ханом Рохиллой. Термин Рохилла относится к пуштунским поселенцам Индии.
Однако по происхождению он был членом династии Барха. Значение имени Барха неясно. Хотя некоторые утверждают, что оно происходит от слова «бахир», что означает «посторонний», ссылаясь на предпочтение членов династии Барха жить за пределами Дели. Другие, такие как император Джахангир, считали, что оно произошло от хинди слова «барха», что означает «двенадцать». Имеется в виду двенадцать городов, которые члены династии получили в качестве феодов от султана Мухаммада Гури, когда они впервые прибыли в Индию.

## Биография
Он стал преемником рохиллы Сардара Дауда Хана и помог превратить Рохилкханд в могущественное государство, которое стало независимым в 1721 году. В 1746 году, из-за ссоры из-за сбора древесины между строителями Сафдара Джанга и лесной охраной Али Мухаммада Хана, Сафдар Джанг решил устранить его. Сафдар Джанг из Ауда сообщил могольскому императору Индии Мухаммаду Шаху (правил в 1719—1748) через Камар-уд-Дина Хана о предполагаемых намерениях Али Мохаммед хана создать свой собственный султанат. Мухаммед шах отправил против него экспедицию, в результате которой был заключен в тюрьму. Позже он был помилован и назначен губернатором Сирхинда. После того, как Надир-шах, завоеватель Ирана, взял под свой контроль Кабул и разграбил Дели в 1739 году, Али Мохаммед хан вернулся на родину и правил независимым государством Рохилкханд до своей смерти в 1748 году.
Файзулла Хан был вторым сыном Али Мухаммад хана. Он принял правление Рохилей после Наваба Сайдуллы хана.

## Потомки
- Наваб Сайид Абдулла Хан (+ 1775), первый сын от жены Маргалари Бегум (родом из племени Матни)
- Наваб Сайид Файзулла Хан (ок. 1730—1794) второй сын от жены Маргалари Бегум (родом из племени Матни)
- Наваб Сайид Саадулла Хан (+ 1764), сын от жены Сары Бегум (из Бунерваля)
- Наваб Сайид Мухаммад Яр Хан (+ 1774), сын от жены Ладо Бегум
- Наваб Сайид Алах-Яр Хан, сын от жены Радж Бегум — Он умер от чахотки примерно в то же время, когда умер его младший брат Муртаза.
- Наваб Сайид Муртаза Хан — Возмущенный несправедливым обращением Хафиза Рахмат Хана, он уехал в Секундерабад, где и умер.
- Шах Бегум, дочь, от жены Маргалари Бегум (жены Инаята Хана, сына Хафиза Рахмат Хана)
- Нияз Бегум, дочь [и жена шаха Мухаммада Хана, брата Хафиза Рахмат Хана]
- Масум Бегум, дочь [и жена Забиты Хана]
- Инаят Бегум, дочь [жена Бахадур Хана Камаля Зая]
- дочь, имя неизвестно, которая умерла в детстве и была помолвлена с сыном Камар-уд-дин хана[7].